# Liste des épisodes de Stargate Atlantis

Voici la liste des 100 épisodes de la série télévisée Stargate Atlantis.
Selon les versions DVD, les noms ou l'ordre des épisodes peut différer.

## Première saison (2004-2005)
1. Une nouvelle ère – 1re partie (Rising – Part 1)
2. Une nouvelle ère – 2e partie (Rising – Part 2)
3. Invulnérable (Hide And Seek)
4. 38 minutes (Thirty-eight Minutes)
5. Soupçons (Suspicion)
6. La Fin de l’innocence (Childhood’s end)
7. Sérum (Poisoning The Well)
8. Apparences (Underground)
9. Retour sur Terre (Home)
10. En pleine tempête – 1re partie (The Storm)
11. En pleine tempête – 2e partie (The Eye)
12. Duel (The Defiant One)
13. Virus (Hot Zone)
14. Hors d’atteinte (Sanctuary)
15. Le Grand Sommeil (Before I Sleep)
16. La Communauté des quinze (The Brotherhood)
17. Derniers Messages (Letters From Pegasus)
18. Sous hypnose (The Gift)
19. Assiégés – 1re partie (The Siege – Part 1)
20. Assiégés – 2e partie (The Siege – Part 2)

## Deuxième saison (2005-2006)
1. Sous le feu de l’ennemi 3e partie (The Siege – Part 3)
2. I.A. (The Intruder)
3. Chasse à l’homme (Runner)
4. À corps perdu (Duet)
5. Les Condamnés (Condemned)
6. L’Expérience interdite (Trinity)
7. Instinct, 1re partie (Instinct)
8. Mutation, 2e partie (Conversion)
9. L’Aurore (Aurora)
10. L’Union fait la force – 1re partie (The Lost Boys)
11. L’Union fait la force – 2e partie (The Hive)
12. Tempus Fugit (Epiphany)
13. Masse critique (Critical Mass)
14. L’Ivresse des profondeurs (Grace Under Pressure)
15. La Tour (The Tower)
16. Possédés (The Long Goodbye)
17. Coup d’État (Coup d’État)
18. Traitement de choc (Michael)
19. Inferno (Inferno)
20. Les Alliés, 1re partie (Allies)

## Troisième saison (2006-2007)
1. Menace sur la Terre– 2e partie (No Man’s Land)
2. Transformation– 3e partie (Misbegotten)
3. Irrésistible (Irresistible)
4. Face à face (Sateda)
5. Copies conformes (Progeny)
6. Le Monde réel (The Real World)
7. Intérêts communs (Common Ground)
8. La Guerre des génies (McKay & Mrs. Miller)
9. La Machine infernale (Phantoms)
10. Exil forcé – 1re partie (The Return – Part 1)
11. Exil forcé – 2e partie (The Return – Part 2)
12. Le Chant des baleines (Echoes)
13. Invincible (Irresponsible)
14. Le Péril de la sagesse (Tao of Rodney)
15. Les jeux sont faits (The Game)
16. Âmes en détresse (The Ark)
17. Une question d’éthique (Sunday)
18. Immersion (Submersion)
19. L’Équilibre parfait (Vengeance)
20. Nom de code : Horizon – 1re partie (First Strike)

## Quatrième saison (2007-2008)
1. À la dérive- 2e partie (Adrift)
2. Dernier recours- 3e partie (Lifeline)
3. Retrouvailles (Reunion)
4. Cauchemar sur Atlantis (Doppelganger)
5. Les Voyageurs (Travelers)
6. Perte de mémoire (Tabula Rasa)
7. Seules contre tous (Missing)
8. Le Prophète (The Seer)
9. Programmation mortelle (Miller’s Crossing)
10. Double collision – 1re partie (This Mortal Coil (Part 1))
11. Alliance forcée – 2e partie (Be All My Sins Remember’d (Part 2))
12. Conséquences – 3e partie (Spoils of War (Part 3))
13. Quarantaine (Quarantine)
14. Harmonie (Harmony)
15. Banni (Outcast)
16. Trio (Trio)
17. Infiltration Wraith (Midway)
18. Hybrides – 1re partie (The Kindred (Part 1))
19. Hybrides – 2e partie (The Kindred (Part 2))
20. Le Dernier homme (The Last Man)

## Cinquième saison (2008-2009)
1. La Vie avant tout (Search and Rescue)
2. Contamination (The Seed)
3. Une question d'honneur (Broken Ties)
4. Tous les possibles (The Daedalus Variations)
5. Les Fantômes du passé (Ghost In the Machine)
6. Seconde enfance (The Shrine)
7. Les Démons de la brume (Whispers)
8. La Nouvelle reine (The Queen)
9. Jeu de piste (Tracker)
10. Premier contact – 1re partie (First Contact – Part 1)
11. La Tribu perdue – 2e partie (The Lost Tribe – Part 2)
12. Les Balarans (Outsiders)
13. Inquisition (Inquisition)
14. Le Fils prodigue (The Prodigal)
15. Les Sekkaris (Remnants)
16. Rendez-vous glacial (Brain Storm)
17. Entre la vie et la mort (Infection)
18. Identité (Identity)
19. Las Vegas (Vegas)
20. L'Empire contre-attaque (Enemy at the Gate)